# Saint-Pierre-de-Mésage
Saint-Pierre-de-Mésage és un municipi francès situat al departament de la Isèra i a la regió d'Alvèrnia-Roine-Alps. L'any 2007 tenia 709 habitants.

## Demografia

### Població
El 2007 la població de fet de Saint-Pierre-de-Mésage era de 709 persones. Hi havia 278 famílies de les quals 56 eren unipersonals (32 homes vivint sols i 24 dones vivint soles), 103 parelles sense fills, 99 parelles amb fills i 20 famílies monoparentals amb fills.
La població ha evolucionat segons el següent gràfic:
Habitants censats

### Habitatges
El 2007 hi havia 305 habitatges, 281 eren l'habitatge principal de la família, 11 eren segones residències i 13 estaven desocupats. 287 eren cases i 18 eren apartaments. Dels 281 habitatges principals, 248 estaven ocupats pels seus propietaris, 25 estaven llogats i ocupats pels llogaters i 8 estaven cedits a títol gratuït; 15 tenien dues cambres, 37 en tenien tres, 86 en tenien quatre i 143 en tenien cinc o més. 230 habitatges disposaven pel capbaix d'una plaça de pàrquing. A 91 habitatges hi havia un automòbil i a 168 n'hi havia dos o més.

### Piràmide de població
La piràmide de població per edats i sexe el 2009 era:
| Homes | Edats   | Dones |
| ----- | ------- | ----- |
| 0     | 95 o +  | 0     |
| 0     | 90 a 94 | 0     |
| 4     | 85 a 89 | 4     |
| 8     | 80 a 84 | 8     |
| 12    | 75 a 79 | 20    |
| 4     | 70 a 74 | 16    |
| 24    | 65 a 69 | 16    |
| 24    | 60 a 64 | 12    |
| 8     | 55 a 59 | 24    |
| 40    | 50 a 54 | 16    |
| 20    | 45 a 49 | 32    |
| 40    | 40 a 44 | 32    |
| 12    | 35 a 39 | 20    |
| 32    | 30 a 34 | 28    |
| 40    | 25 a 29 | 28    |
| 8     | 20 a 24 | 0     |
| 20    | 15 a 19 | 24    |
| 28    | 10 a 14 | 32    |
| 16    | 5 a 9   | 28    |
| 12    | 0 a 4   | 16    |

## Economia
El 2007 la població en edat de treballar era de 445 persones, 330 eren actives i 115 eren inactives. De les 330 persones actives 322 estaven ocupades (179 homes i 143 dones) i 8 estaven aturades (4 homes i 4 dones). De les 115 persones inactives 43 estaven jubilades, 35 estaven estudiant i 37 estaven classificades com a «altres inactius».

### Ingressos
El 2009 a Saint-Pierre-de-Mésage hi havia 283 unitats fiscals que integraven 723 persones, la mediana anual d'ingressos fiscals per persona era de 22.000 €.

### Activitats econòmiques
Dels 17 establiments que hi havia el 2007, 3 eren d'empreses extractives, 3 d'empreses de fabricació d'altres productes industrials, 3 d'empreses de construcció, 1 d'una empresa de comerç i reparació d'automòbils, 2 d'empreses d'informació i comunicació, 3 d'empreses de serveis i 2 d'empreses classificades com a «altres activitats de serveis».
Dels 4 establiments de servei als particulars que hi havia el 2009, 1 era una fusteria, 1 lampisteria, 1 perruqueria i 1 saló de bellesa.
L'any 2000 a Saint-Pierre-de-Mésage hi havia 5 explotacions agrícoles.

## Equipaments sanitaris i escolars
El 2009 hi havia una escola elemental.

## Poblacions més properes
El següent diagrama mostra les poblacions més properes.